# 上海事件 (1988年)
上海事件 (シャンハイじけん)とは、1988年11月に中華人民共和国の上海市に設けられている日本国総領事館に「就学ビザ」発給を求める就学ビザ申請者が、大挙押し寄せた出来事。

## 背景
1988年、日本への就学生新規入国者数は 35,107人 であった。これは前年である1987年の新規入国者数13,915人の約2.5倍にのぼり、内80.5％の28,256人が中国からの就学生であった。この中国から日本へ渡る就学生の増加には、中国政府の改革・開放政策と日本政府の留学生10万人受け入れ計画が重なったことが背景にあった。これには就学と偽った出稼ぎとしての実態があり、また、仲介する悪質な日本語学校と斡旋ブローカーの存在があった。当時の日本語学校には設置基準や運営基準などが存在していなかったことも原因に挙げられる。

## 上海事件
1988年9月には日本の法務省及び文部省に対して日本語学校の実態を把握するよう勧告がなされた。1988年10月5日、申請書類の偽造の続出を問題とした法務省は「10・5通達」とよばれる通達を出し、ビザ発給の審査基準を強化した。その結果ビザ発給迄の期間が3か月から6か月以上となり、不安となった就学ビザ申請者がビザの発給を求め、11月7日以降連日の抗議デモを行い、11月14日にはデモの参加者は1000人を超える事態となった。この時、日本語学校の入学許可証をもつ就学志望者は3万8千人ほど存在した。この1988年末、日本政府と上海市との協議の結果、法務省は「10・5通達」以前の基準に戻すことになった。

## 影響
1988年12月23日、文部省は「日本語教育施設の運営に関する基準」を発表し日本語学校の整備に着手した。1989年5月9日には「日本語教育振興協会」（日振協）が設立され日本語教育施設の審査・認定等を行うこととなった。
上海市は1989年8月から1990年5月にかけて、計3回日本に代表団を派遣し返金交渉を行ったが、1990年6月迄に返金問題が解決出来なかった17校に対して、上海市は入学希望者のパスポートを発給しないことを決定した。
この17校の内訳は12校が日本語教育振興協会の認定校で、そのうち2校が日振協評議員校であった。このため日本語教育振興協会の認定と審査のずさんさが非難されることとなった。

## 推移
- 1981年 中華人民共和国の国民一般に私費留学解禁。日本国、入管法改正在留資格「就学」創設。
- 1984年 日本国法務省、在留資格「事前審査制度」導入、手続きの簡素化を図る。
- 1986年 「外国人就学生受入機関（外就協）」が法務省の指導の下、設立される。
- 1988年 中華人民共和国で、在留資格申請の急増と偽造書類の続出により、ビザ発給を一時中止。中国・上海日本総領事館に「就学ビザ」発給を求める申請者が、ビザ早期発給を求めて上海総領事館に大挙押し寄せる。日本国文部省は、「日本語教育施設の運営に関する基準」を発表。
- 1989年 「日本語教育振興協会」設立。